# وپینگرز فالز (نیویورک)
وپینگرز فالز (به انگلیسی: Wappingers Falls) یک منطقهٔ مسکونی در ایالات متحده آمریکا است که در شهرستان داچس، نیویورک واقع شده‌است. وپینگرز فالز ۳٫۱ کیلومتر مربع مساحت و ۵٬۵۲۲ نفر جمعیت دارد و ۴۷ متر بالاتر از سطح دریا واقع شده‌است.